# Barley (Hertfordshire)
Barley – wieś w Anglii, w hrabstwie Hertfordshire, w dystrykcie North Hertfordshire. Leży 28 km na północ od miasta Hertford i 59 km na północ od centrum Londynu. W 2001 miejscowość liczyła 659 mieszkańców.